# Кумора (холм)

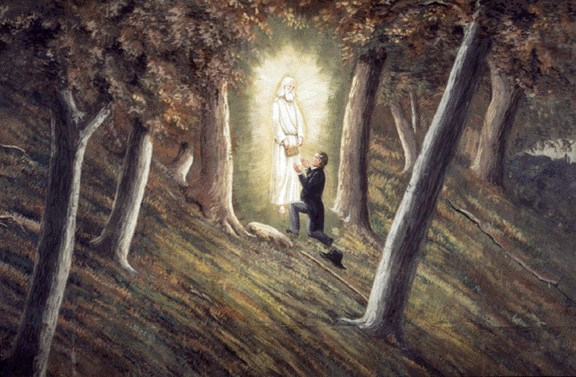
Джозеф Смит получает золотые листы от ангела Морония

Кумора (англ. Cumorah) — небольшой холм недалеко от Пальмиры (округ Уэйн) в западной части штата Нью-Йорк, Соединённые Штаты Америки. Это название холму дали члены Церкви Иисуса Христа Святых последних дней в честь места, упомянутого в Книге Мормона.
Согласно поверью мормонов, именно там пророк Мороний спрятал золотые листы с записями нефийцев и иаредийцев. Мормоны верят, что в 1827 году воскресший Мороний направил Джозефа Смита на этот холм, чтобы он забрал эти листы и частично перевёл их на английский язык. Этим переводом является Книга Мормона. В историческом контексте Книги Мормона название холма, где Мороний спрятал золотые листы около 420 года, не упоминается.
Центр для посетителей и мемориал были установлены на холме Церковью Иисуса Христа Святых последних дней.
Каждое лето здесь проводится Hill Cumorah Pageant.
В Книге Мормона «холм Кумора» описывается в стране многих вод и прямо упоминается как хранилище других записей вышеупомянутых народов. Далее сообщается, что почти все Нефийцы в районе Куморы погибли в великой битве.
Долгое время члены Церкви Иисуса Христа Святых последних дней полагали, что местом в штате Нью-Йорк, где, по словам Джозефа Смита, он получил золотые листы, был холм Кумора, упомянутый в Книге Мормона. Однако недавние исследования показали, что это не может быть правдой для крупной древней битвы из-за заявлений в самой Книге Мормона и из-за отсутствия археологических свидетельств.
Дальнейшие попытки найти холм Кумора, упомянутый в Книге Мормона, ведут в Центральную Америку. Эта теория называет холм Эль-Серро-Вигия (Сьерра-де-лос-Тустлас) недалеко от Веракруса, район Каминальхуйу (около города Гватемала) и Теотиуакан (около Мехико).